# Rignieux-le-Franc
Rignieux-le-Franc település Franciaországban, Ain megyében. Lakosainak száma 1131 fő (2022. január 1.). Rignieux-le-Franc Crans, Joyeux, Meximieux, Saint-Éloi, Versailleux és Villieu-Loyes-Mollon községekkel határos.

## Népesség
A település népessége az elmúlt években az alábbi módon változott:
| Lakosok száma | 205  | 553  | 743  | 937  | 964  | 972  | 971  | 1032 | 1065 | 1131 |
|               | 1968 | 1982 | 1990 | 2006 | 2013 | 2015 | 2017 | 2019 | 2020 | 2022 |